# Тавельчук
Тавельчу́к (укр. Тавельчук, крымскотат. Tavelçik, Тавельчик) — маловодная река (балка) на Главной гряде Крымских гор, на территории Симферопольского района, правый приток Тавеля. Длина водотока 7,6 километра, площадь водосборного бассейна — 15,4 км². В сборнике «Крымское государственное заповедно-охотничье хозяйство им. В. В. Куйбышева» 1963 года у Тавельчука записаны длина реки 9,6 км, площадь бассейна 14,5 км², высота истока 620 м, устья — 400 м, уклон реки 23 м/км².

## География
Начало реки — верховья балки Тавельчук, находится на северном склоне горы Голый Шпиль (южнее хребет Абдуга, восточнее Кыз-Лур). У реки, согласно справочнику «Поверхностные водные объекты Крыма», 5 безымянных притоков. Тавельчук впадает в Тавель в 3,8 километрах от устья в селе Краснолесье, водоохранная зона реки установлена в 50 м.
В некоторых источниках содержится ошибочное утверждение, что Тавельчук — название реки Тавель в верхнем течении.